# حسام الدين حافظي
حسام الدين حافظي ولد في 29 مارس 1990 بمدينة شلغوم العيد بولاية ميلة بالجزائر فنان تشكيلي شاوي جزائري.

## السيرة الذاتية
ينحدر من مدينة شلغوم العيد بدأ مشواره بمدرسة قسنطينة للفنون الجميلة تخرج على رأس الدفعة 2016. وكان أستاذ للفنون التشكيلية في المديرية الفرعية للأنشطة العلمية الثقافية والرياضة DASCS بجامعة قسنطينة 3.
منذ بداية 2018 وهو يقيم بشمال فرنسا ويشتغل على مستوى ورشته للفنون التشكيلية بمدينة دونان في 2016 عرضت أعماله الفنية بإيطاليا وليتوانيا وفي 2017 إسبانيا فرنسا بلجيكا وروتردام الهولندية.

## التأثر
يبحث عن التأثير الفن الإفريقي في الفن الحديث، والعلاقة بينهما وكمثال عن ذلك، لوحة السيدات أفينيون لبابلو بيكاسو، بالإشارة إلى تلك الأعمال المصنفة في تاريخ الفن، يوظف الألوان التعبيرية الانطباعية والفن المعاصر في أعماله.

## المعارض

### المعارض الفردية
- 2016: المراكز الثقافي لي كارو داراش بفرنسا.
- 2017: المراكز الثقافي لي كارو داراش بفرنسا
- 2017: مسرح لا بوش بمدينة بيثين فرنسا.[4]
- 2017: المركز الثقافى ؤوديسى بفالونسيان بفرنسا.
- 2018: المكتب السياحي لا بوت دو إينو بفرنسا.

### الجماعية
- 2016: متحف ميديولانيم بمدينة بادوفا إيطاليا
- 2017: غرناطة, إسبانيا
- 2017: شيدام هولاندا
- 2017: أنتورب، بلجيكا
- 2017: المركز الثقافى مونتجويك برشلونة، اسبانيا.
- 2017: المكتب السياحية كامييه سيسيل، فرنسا
- 2017: متحف النيتراليسم بمدينة نيريتو بإيطاليا.
- 2017: متحف سان بينيديتو ديل تونتو بإيطاليا.